# L'Oiseau blanc : conte bleu
L'Oiseau blanc : conte bleu est un conte de l’écrivain français Denis Diderot, rédigé vers 1748 et publié pour la première fois en 1798 dans les œuvres complètes éditées par Naigeon.
Ce conte est de la même époque que Les Bijoux indiscrets auxquels il serait une suite plus fade, inspirée des Mille et une nuits. Le contraste stylistique est si grand qu'on serait tenté de croire Diderot quand il ne veut assumer que les corrections orthographiques du texte de sa maîtresse, Madeleine de Puisieux. Ce n'est que la présence du texte dans l'édition de Naigeon, dépositaire de l'œuvre de Diderot, qui laisse à penser que le texte est bien de lui.
Les mêmes personnages s'y retrouvent mais la licence y est beaucoup moindre. Il resta inconnu jusqu'à la publication qu'en fit Naigeon dans son édition des œuvres de Diderot en 1798.
C'est entre autres ce conte que chercha vainement le lieutenant de police Berryer lorsqu'il vint arrêter Diderot en juillet 1749. Madame Diderot répondit qu'elle ne connaissait de son mari ni pigeon noir, ni pigeon blanc et que d'ailleurs elle ne le croyait pas capable d'attaquer le roi, comme on l'en accusait.